# Ferrovia Algeri-Orano
La ferrovia Algeri-Orano è una linea ferroviaria algerina che unisce la capitale Algeri con Orano, nell'ovest del Paese.

## Storia
La decisione di creare la prima linea passeggeri fu presa nel 1857. Nel 1860 la Compagnie des chemins de fer algériens (CFA) ottenne la concessione per le linee Algeri-Blida e Orano-Saint Denis du Sig. Il primo tratto tra Algeri e Blida fu iniziato nel 1859 dall'esercito e fu inaugurato l'8 settembre 1862.
Nel 1863 fu revocata la concessione alla CFA e offerta alla PLM, che questa volta dovette costruire l'intera linea, cioè i restanti 350 km.
La tratta Orano-Relizane fu inaugurata il 1º novembre 1868 e il suo prolungamento fino ad Affreville (Khemis Miliana) il 1º settembre 1870. Sull'altro capo della linea il segmento Algeri-Boumedfaa fu aperto al traffico l'8 luglio 1869, mentre il completamento dell'ultimo tratto di 29 km tra Affreville e Boumedfaa fu inaugurato il 1º maggio 1871.
La modernizzazione di questa linea è molto recente, con il raddoppio del numero di binari sulla totalità in corso dalla metà degli anni 2000 e l'elettrificazione della sezione Algeri-El Affroun.